# Вогняна палата

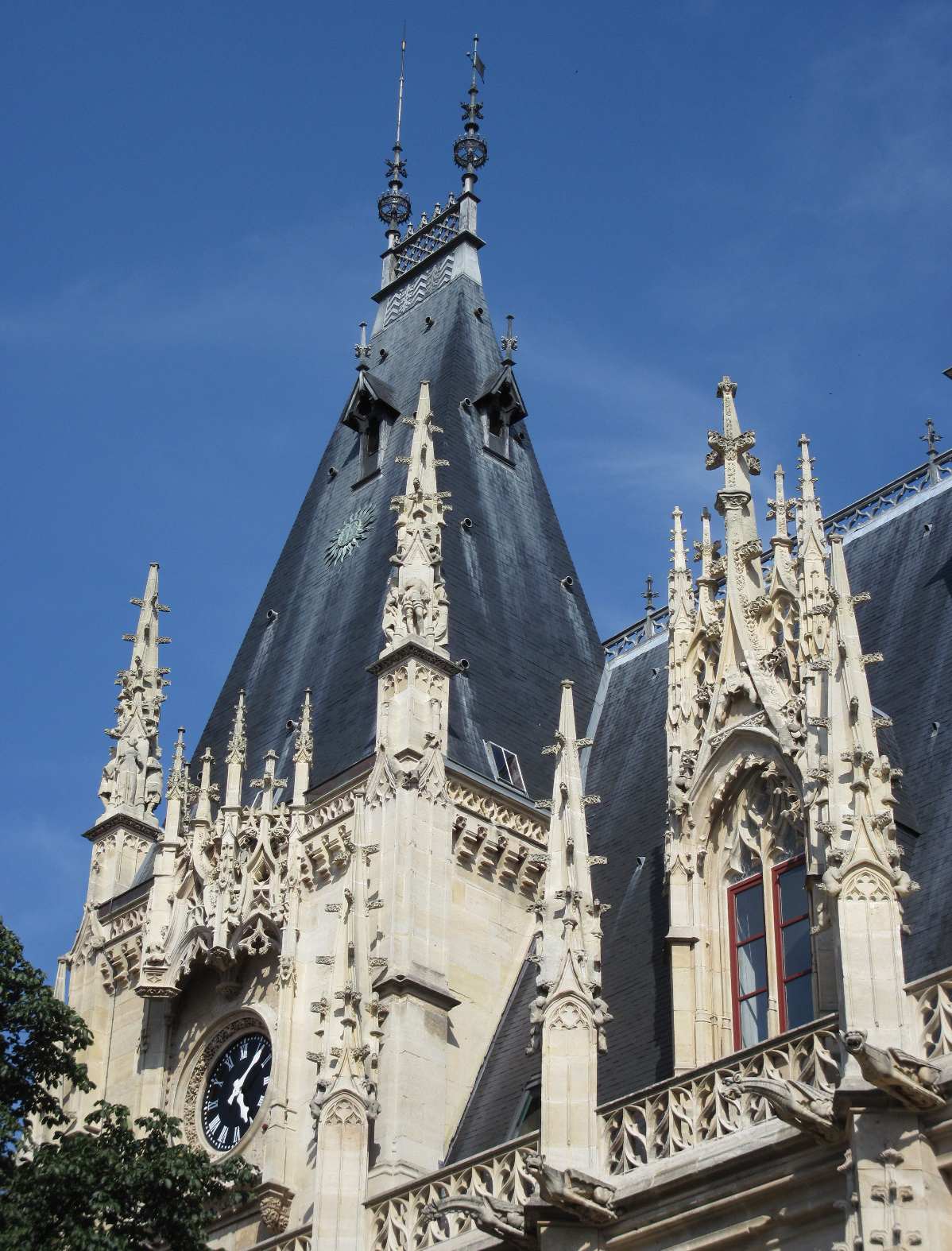
Парлемент де Руан

Місцезнаходження Руана у Франції

Вогняна палата (фр. Chambre ardente) — назва кількох надзвичайних судових органів при Старому порядку у Франції.
- Трибунал для суду над державними злочинцями з аристократів.
- Трибунали при парламентах для суду над протестантами в XVI столітті.
- Трибунал для справ про отруєння в XVII столітті.
- Трибунал, який судив справи про контрабанду, фальсифікації солі і тютюну та інших обманних діяннях у торгівлі.

## Заснування
Спеціальні суди, призначені для ексклюзивного судового розгляду справ єретиків у Франції, були вперше створені в Парлементі де Руан 17 квітня 1545 року
У той час, приблизно за два роки до смерті Франциска в березні 1547 року, кількість єретиків у в'язницях Нормандії, які очікували суду, була настільки великою, що в'язниці ледве могли їх утримувати. Щоб виправити ситуацію, король «доручив створення в Парламенті Руану спеціальної палати, що складається з десяти чи дванадцяти найбільш вивчених і ревних суддів, щоб визнати злочин єресі, виключивши всі інші роботи».
Приблизно через два роки, коли Франциск помер і Генріх II зайняв престол, він вважав спеціальні суди в Руані успішним експериментом і створив подібні суди "в більш великих масштабах у найвищому суді царства, Паризькому парламенті. Члени нової комісії були обрані з числа парламентських радників, які були усунені від будь-яких підозр у єресі та, як відомо, були активними у переслідуванні злочинів проти «святої церкви матері». Вважається, що цей спеціальний суд у Парижі був заснований десь між груднем 1547 року і травнем 1548 року.

## Трибунал для єретиків
Елементом французької Контрреформації були спеціальні судові органи, створені французькими королями для переслідування гугенотів — кальвіністів.
Уперше Вогняна палата з'явилася при Франциску I в 1535 році.
У 1547 році Генріх II Валуа заснував при Паризькому парламенті надзвичайний трибунал для суду над єретиками — Вогняну палату. За три роки роботи палата засудила близько 600 гугенотів, багатьох з них — на спалення.
У 1559 році Франциск II заснував вогняні палати при всіх французьких парламентах, паризькому і провінційних. Ці палати були зобов'язані стежити за виконанням едиктів про єретиків.

## Трибунал для отруювачів
У 1680 році Людовик XIV заснував трибунал для справ про отруєння — Вогняну палату, відому також під назвою «Палати Арсеналу» (фр. Chambre de l’Arsenal, за місцем засідання — Арсеналу). Офіційним приводом для заснування стали почастішання випадки вбивства через отруєння (наприклад, знаменита справа маркізи де Бренвіль, 1676).
Палата засудила на спалення відому отруйницю Катрін Монвуазен (фр. Catherine Monvoisin інше ім'я Катрін ла Вуазен фр. la Voisin
Перед палатою постали багато представників знаті, наприклад маршал Франсуа Люксембург, дві родички кардинала Мазаріні (герцогиня Бульйонська і графиня Суассонська).